# 104e régiment d'infanterie (France)
Pour les articles homonymes, voir 104e régiment.
Le 104e régiment d'infanterie (104e RI) est un régiment d'infanterie de l'Armée de terre française créé sous la Révolution à partir d'une grande partie de la garde nationale soldée de Paris qui avait été elle-même presque entièrement composée d'hommes venant du régiment licencié des Gardes françaises.
De cette dislocation sont également créés les 102e et 103e régiments d'infanterie.

## Création et différentes dénominations
- 1791 : Création du 104e régiment d'infanterie.
- 1794 : 104e demi-brigade première formation
- 1799 : 104e demi-brigade de deuxième formation
- 1803 : Dissous
- 1813 : 104e régiment d'infanterie de ligne.
- 16 juillet 1815 : comme l'ensemble de l'armée napoléonienne, il est licencié à la Seconde Restauration
- Lors de la réorganisation des corps d'infanterie français en 1820, le 104e régiment d'infanterie de ligne n'est pas recréé, son numéro reste vacant jusqu'en 1870.
- 15 mars 1871 : formation du 104e régiment d'infanterie de ligne
- 11 mai 1871 : Dissous
- 1872 : Création du 104e régiment d'infanterie.
- 1887 : renommé 104e régiment d'infanterie
- 1914 : À la mobilisation, donne naissance au 304e régiment d'infanterie
- 1924 : dissolution
- 1939 : recréé à la mobilisation
- 1940 : dissolution

## Chefs de corps
- 1791 - 1792 : colonel de la Colombe[2]
- 1792 : colonel Servan[2]

- septembre 1792 : colonel Jean François de La Poype[3]
- 1793 : colonel Dubouzet[2]
- 1793 -1794 : colonel de Hahn[2]
- 1794 - 1796 : chef de brigade Pasquier[2]
- 1799 - 1801 : chef de brigade Eirisch[2]
- 1801 - 1803 : chef de brigade Razout[2]
- 1814 - 1815 : colonel Ledoux[2]
- 1815 : colonel Delenne[2]
- 1815 : colonel Jean Gheneser[2]
- 1871 : colonel Joseph Vincendon[2]
- 1871 : colonel Vichery[2]
- 1879 : colonel Leclère[2]
- 1886 : colonel Besnard[2]
- 1891 : colonel de Battisti[2]
- 1892 : colonel Millet[2]
- 1896 : colonel Scheer[2]
- 1904 : colonel Augustin Gérard[réf. nécessaire]
- 1907 : Colonel Arthur Joseph Poline
- 6 août 1914 : colonel Drouot
- 10 novembre 1914 - 2 septembre 1915 : Colonel Martin.
- 1920-... : Lieutenant-Colonel Beringer.

- 1939-1940 : Lieutenant-Colonel Psalmon.

## Historique des garnisons, combats et batailles du104eRI

### 104erégimentd'infanterie de ligne (1791-1793)

#### Guerres de la Révolution et de l'Empire
Le régiment est créé à partir de la garde nationale soldée de Paris qui avait été elle-même presque entièrement composée d'hommes venant du régiment des Gardes françaises, licencié. De cette dislocation sont également créés les 102e et 103e régiments d'infanterie.

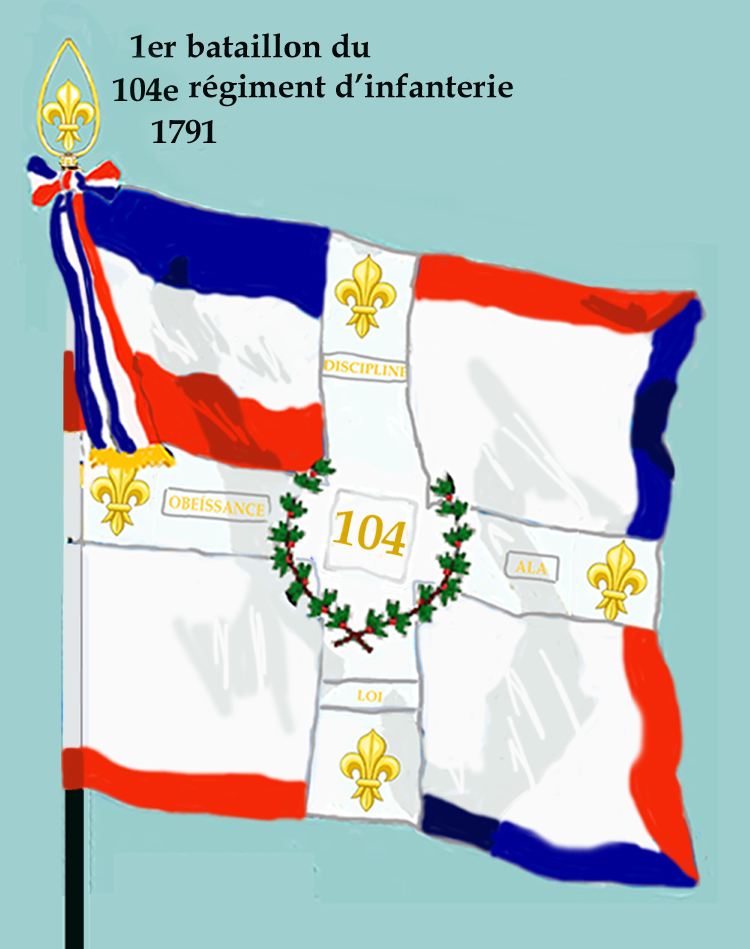
Drapeau du 1er bataillon du 104e régiment d'infanterie de ligne de 1791 à 1793
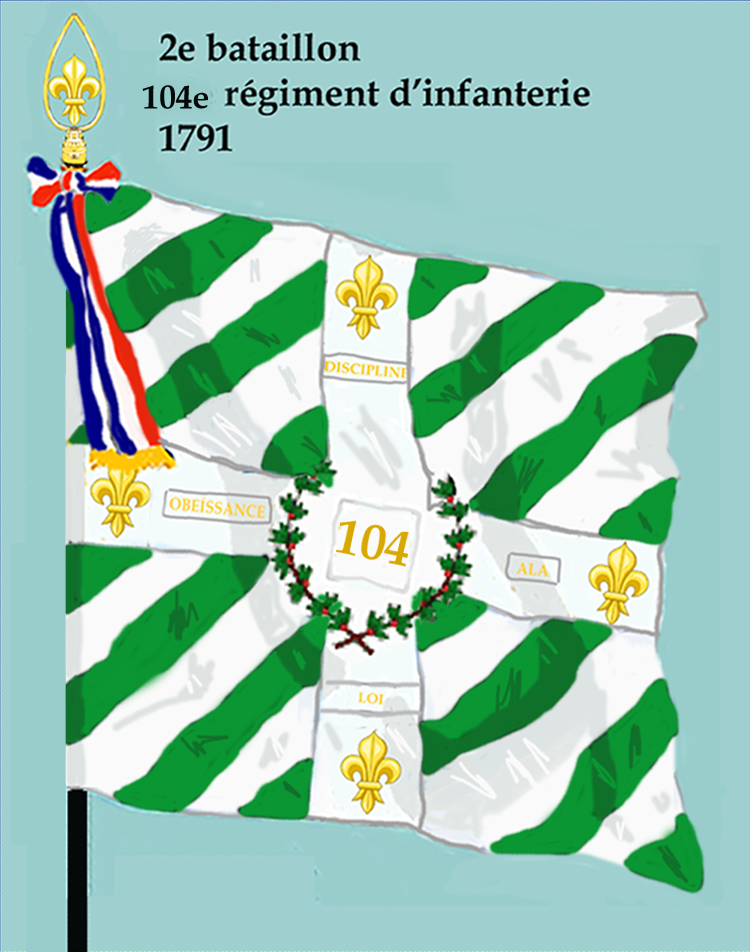
Drapeau du 2e bataillon du 104e régiment d'infanterie de ligne de 1791 à 1793

En 1792, le régiment est engagé dans les campagnes de Belgique et de Hollande. Il participe à la bataille de Jemappes durant laquelle le colonel Dubouzet est mortellement blessé par deux coups de sabre.

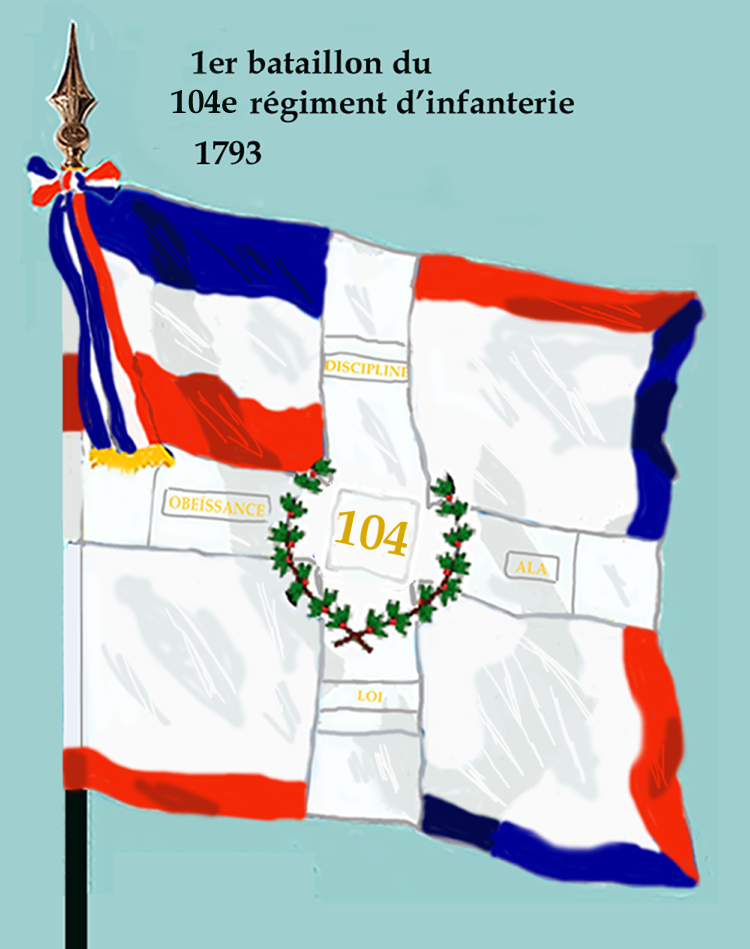
Drapeau du 1er bataillon du 102e régiment d'infanterie de ligne de 1793
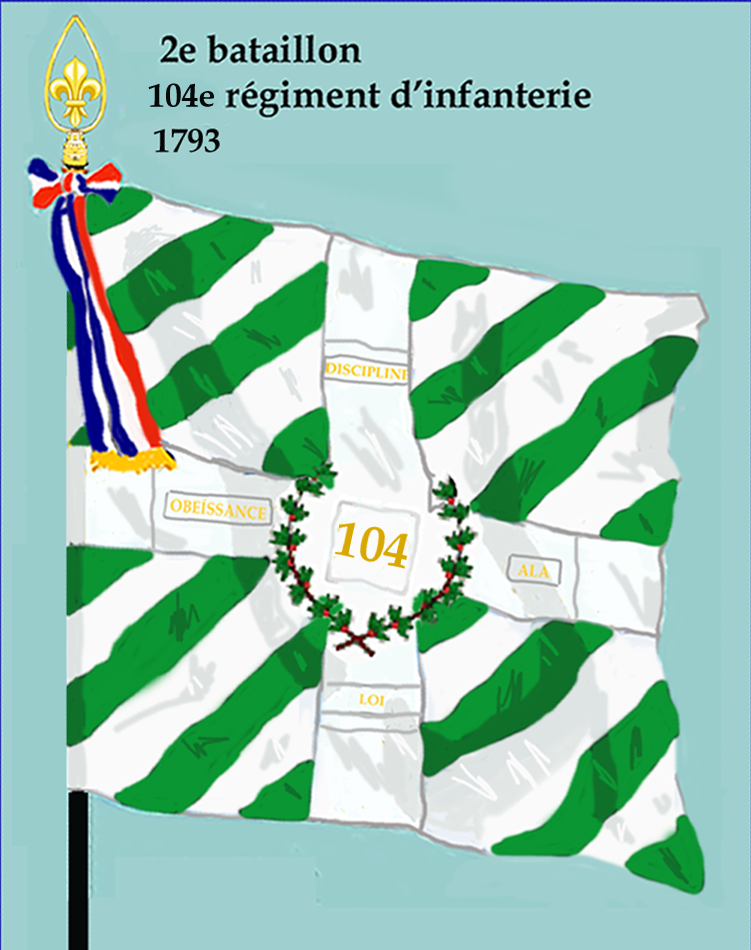
Drapeau du 2e bataillon du 102e régiment d'infanterie de ligne de 1793

En 1793 rattaché à l'Armée de Belgique, il se trouve à la bataille de Neerwinden.
En 1794 il est rattaché à l' Armée du Nord lors de la réorganisation des corps d'infanterie français en 1793-1794  où :
- le 1er bataillon est amalgamé dans la 183e demi-brigade de première formation,
- le 2e bataillon est amalgamé dans la 184e demi-brigade de première formation.

### 104edemi-brigadede première formation (1794-1796)

#### Guerres de la Révolution et de l'Empire
Lors de la réorganisation des corps d'infanterie la 104e demi-brigade de première formation est formée le 7 fructidor an II (24 août 1794) à Toulon avec les :
- 2e bataillon du 52e régiment d'infanterie (ci-devant La Fère)
- 1er bataillon de volontaires de la Nièvre
- 1er bataillon de volontaires de la Corse

De 1794 à 1796, la 104e demi-brigade affecté à l'armée d'Italie, participe à l'expédition de Corse et se trouve engagée, le 24 ventôse an III (14 mars 1795), au combat naval d'Alassio,.
En juillet 1796, lors de la réorganisation des corps d'infanterie français, elle est incorporée dans la 85e demi-brigade de deuxième formation.

### 104edemi-brigadede deuxième formation (1799-1803)

#### Guerres de la Révolution et de l'Empire
la 104e demi-brigade de seconde formation est formée à Besançon le 13 pluviôse an VII (1er février 1799) à partir 
- d'une partie de la 74e demi-brigade de deuxième formation
- de conscrits
- de compagnies franches de la Vendée

La 104e demi-brigade de deuxième formation fait la campagne de l'an VII aux armées du Danube et du Rhin et celles de l'an VIII et de l'an IX aux armées du Rhin, de Réserve et d'Italie.
En 1799, elle se trouve aux combats de Belveder et d'Aoste ainsi qu'à la bataille de Genola.
En 1800, affectée à l'armée de réserve des Grisons, la demi-brigade  participe aux batailles du mont Settepani (en) et de San-Bartholomeo et au passage du col du Splügen.
La 104e demi-brigade prit une part brillante aux affaires qui eurent lieu sur les hauteurs en avant de Nice, les 6 et 7 mai 1800, où furent tués 1 400 grenadiers ennemis[réf. nécessaire]. Elle contribua, le 29 du même mois, à chasser l'ennemi de Nice et à le forcer d'évacuer le département des Alpes-Maritimes.
Lors de la réorganisation des corps d'infanterie de 1803, la 104e demi-brigade de deuxième formation est incorporée, en octobre 1803, au 11e régiment d'infanterie de ligne (octobre).

### 104erégimentd'infanterie de ligne (1813-1815)

#### Guerres de la Révolution et de l'Empire

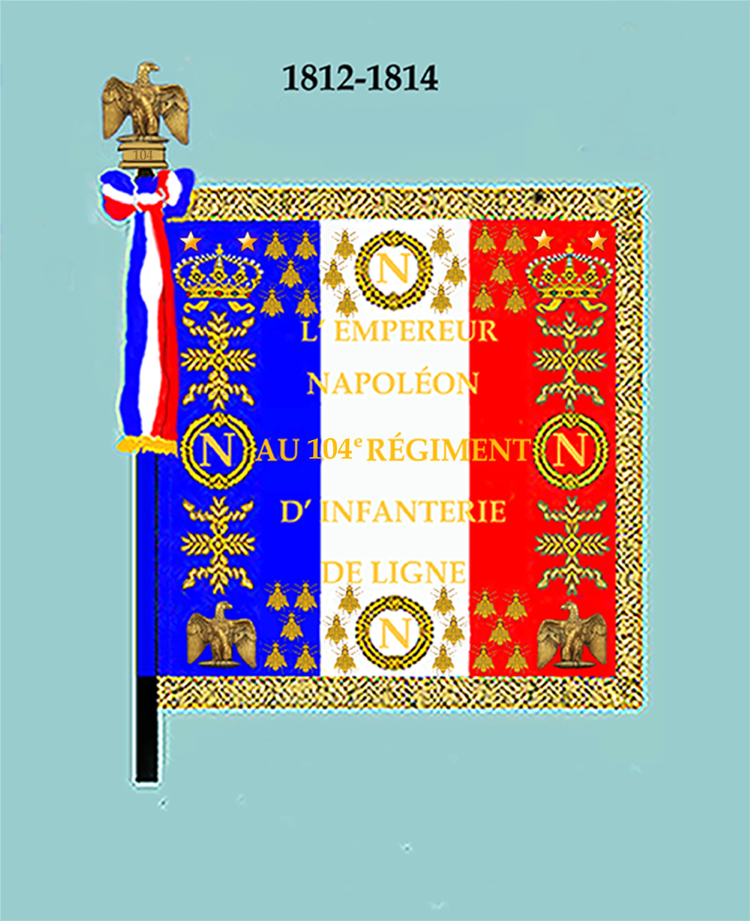
Drapeau modèle de 1812 (avers)
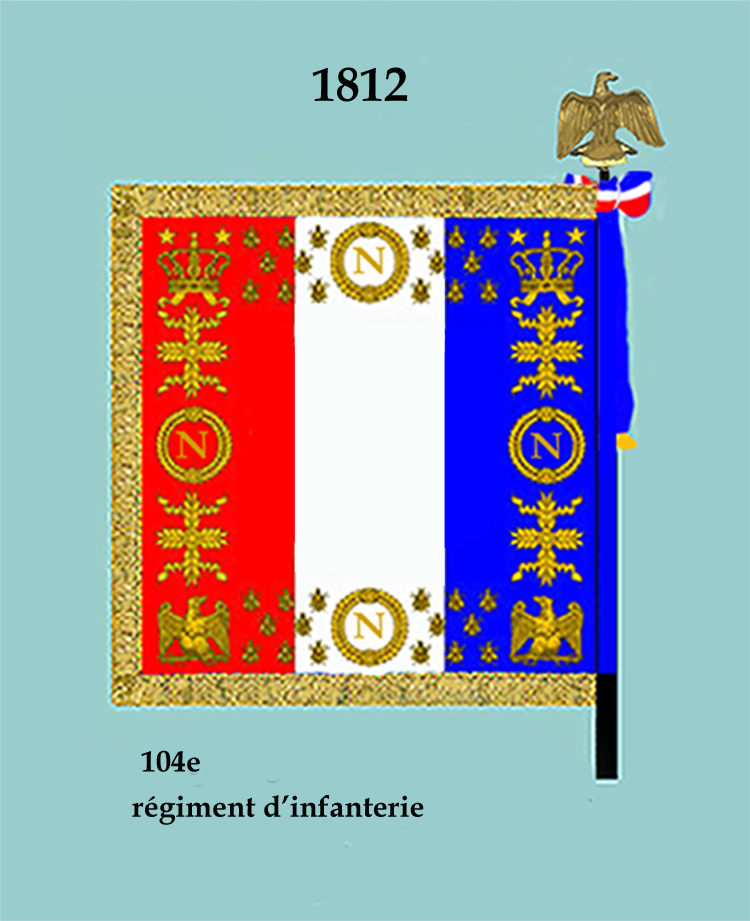
Drapeau modèle de 1812 (revers)

Par décret du 9 décembre 1813, le 104e régiment d'infanterie de ligne est créé, à Mayence et formé à cinq bataillons à partir des :
- 3e bataillon du 52e régiment d'infanterie de ligne,
- 3e bataillon du 67e régiment d'infanterie de ligne,
- 2e et 3e bataillon du 101e régiment d'infanterie de ligne.

Après la bataille de Leipzig alors que les troupes alliées repoussent l'armée française sur ses frontières. Le 104e régiment d'infanterie de ligne est créé, dans la forteresse de Mayence avec 4 bataillons de 3 régiments tenant garnison dans la place.
Le 104e participe à la défense de Mayence du 3 janvier au 4 mai 1814.
En 1815 il est en France au 5e corps de l'armée du Nord et participe à la défense de Strasbourg et à la bataille de La Souffel.
Le 16 juillet 1815, comme l'ensemble de l'armée napoléonienne, il est licencié à la Seconde Restauration.
Le no 104 reste vacant jusqu'en 1870.

### 104erégimentd'infanterie de ligne (1871-1882)

#### 1871 à 1914
Le 15 mars 1871, le 104e régiment d'infanterie de ligne est reformé au camp de Candale (près de Bordeaux) par le changement de nom du 136e régiment d'infanterie de ligne. Il est licencié par décret du  11 mai 1871.
Un décret du président de la République en date du 10 avril 1872 ayant prescrit que les régiments provisoires devenaient définitifs et prendraient la dénomination de régiment de ligne avec un numéro de série, le 4e régiment d'infanterie provisoire prend la dénomination de « 104e régiment d'infanterie de ligne »

Lorsque les corps d'armées territoriaux sont créés en septembre 1873, le régiment est rattaché à la 14e brigade d'infanterie de la 7e division d'infanterie du 4e corps d'armée. Il fournit également également des compagnies pour former le 130e régiment d'infanterie de ligne.

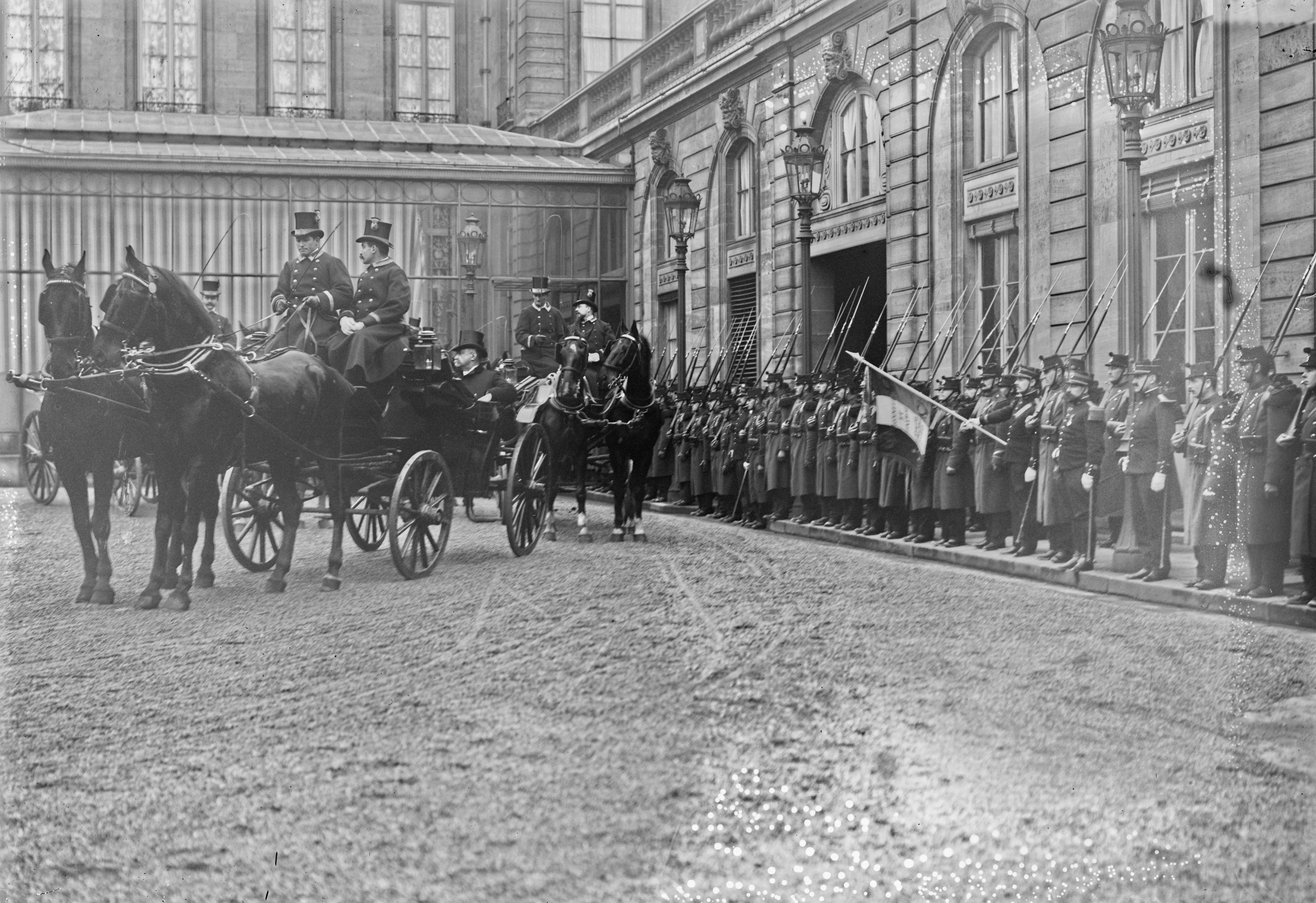
Le rend les honneurs le 18 février 1906 lors de la passation des pouvoirs après l’élection d'Armand Fallières.

En 1874, le régiment est en garnison au Mont Valérien mais son dépôt est au Mans.

### 104erégimentd'infanterie

#### Première Guerre mondiale
- Casernement : Paris, Argentan ; 14e brigade d'infanterie ; 7e division d'infanterie ; 4e corps d'armée[5].

Le 104e régiment d'infanterie, au cours de la guerre 1914-1918, compte :
- 84 officiers morts au Champ d'Honneur et 3 disparus.
- 2 252 hommes de troupe morts au Champ d'Honneur et 411 disparus.

##### 1914
- le combat d'Ethe (Belgique) (22 août 1914).
- la retraite (23 août - 7 septembre 1914),
- 7 septembre, lors de la Première bataille de la Marne, le 104e fait partie des troupes embarquées dans les taxis parisiens de l’Esplanade des Invalides et débarquées proche du chemin de Silly[6].
- la bataille de la Marne (8 septembre - 7 octobre 1914),
- les tranchées de Dancourt et de Popincourt (Somme) (6 octobre - 25 décembre 1914)

On retrouve trace de la plupart de ces mouvements dans le Carnet de captivité (Ella Éditions, 2018) de Firmin Lecherbonnier, fait prisonnier en octobre 1914 à proximité de Roye.

##### 1915
- les combats de Perthes-lès-Hurlus (Marne) (25 février - 17 mars 1915),
- les travaux défensifs et offensifs de Champagne (18 mars - 31 août 1915),
- 25 septembre-6 octobre : seconde bataille de Champagne
- le fortin d'Aubérive-sur-Suippe (Marne) (25 septembre 1915)

##### 1916
- de la Champagne à Verdun (29 septembre 1915 - 1er septembre 1916),
- la Bataille de Verdun (1916) - les attaques à la grenade sous Thiaumont (septembre 1916),
- la Bataille de Verdun (suite) - organisation du terrain conquis près du village de Douaumont et préparation de l'offensive du 15 décembre 1916 (30 octobre - 15 décembre 1916)

##### 1917
- le secteur de Lorraine (24 décembre 1916 - 27 mai 1917),
- la Bataille de Verdun (1917) - Préparation de l'offensive du 20 août 1917 : Louvemont et Vacherauville (26 juin - 22 août 1917),
- sur les hauts de Meuse (27 août - 2 novembre 1917)

##### 1918
- les Marquises (Marne) (27 novembre - 30 avril 1918),
- le mont Kemmel (Flandres) (23 mai - 2 juillet 1918),
- la montagne de Reims (8 juillet - 1er août 1918),
- Wez (Marne) (25 août - 5 octobre 1918),
- l'Arnes - autour de Mourmelon-le-Grand - (7 au 20 octobre 1918).

#### Entre-deux-guerres

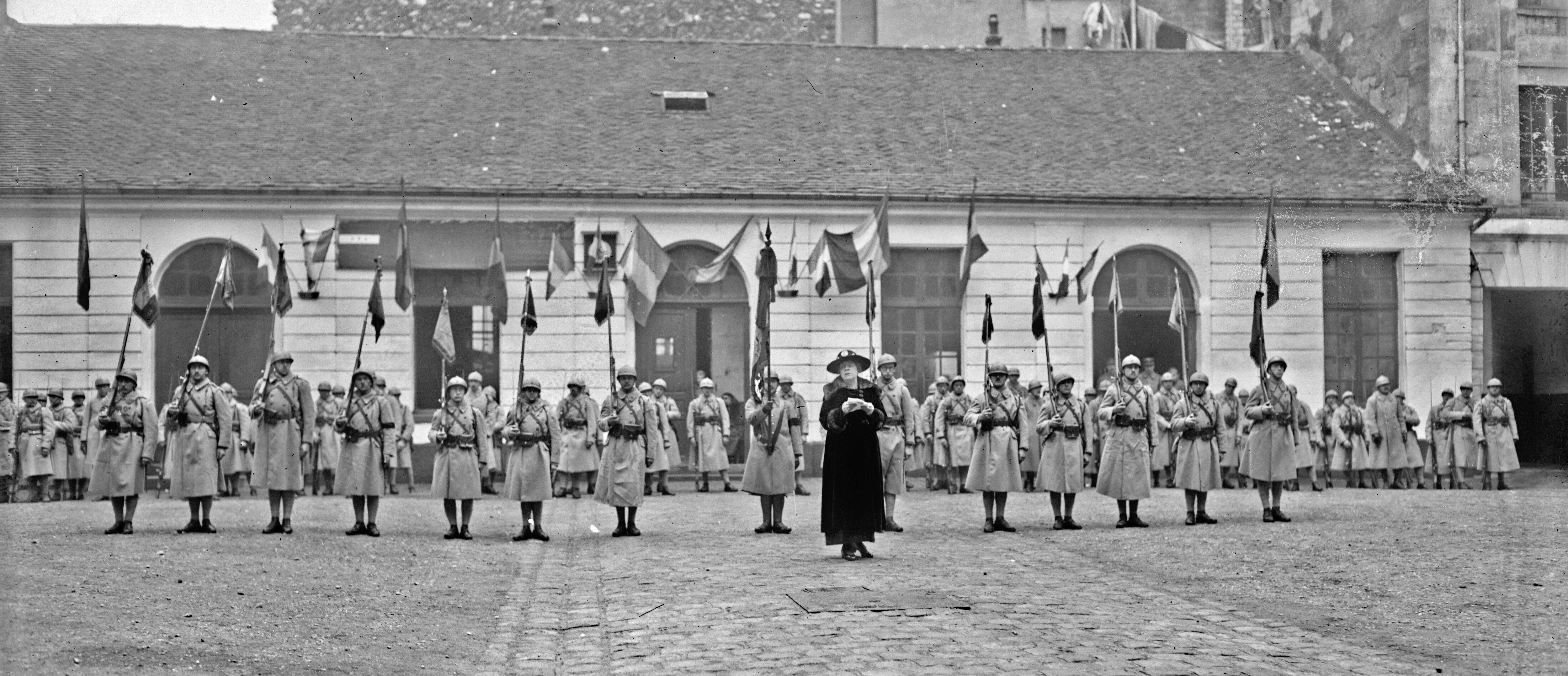
Léa Caristie-Martel et les drapeaux des et le 18 11 1922 à la caserne Penthièvre dans le.

Le régiment est dissous le 1er janvier 1924.

#### Seconde Guerre mondiale
Formé le 7 septembre 1939 sous le nom de 104e régiment d'infanterie, il est commandé par le lieutenant-colonel Psalmon. Régiment de réserve de série A type Nord-Est, il est mis sur pied par le centre mobilisateur d'infanterie 43.
Le régiment fait partie de la 41e division d'infanterie qui renforce le sous-secteur de Marville (secteur fortifié de Montmédy) à la veille de l'offensive allemande.

## Drapeau

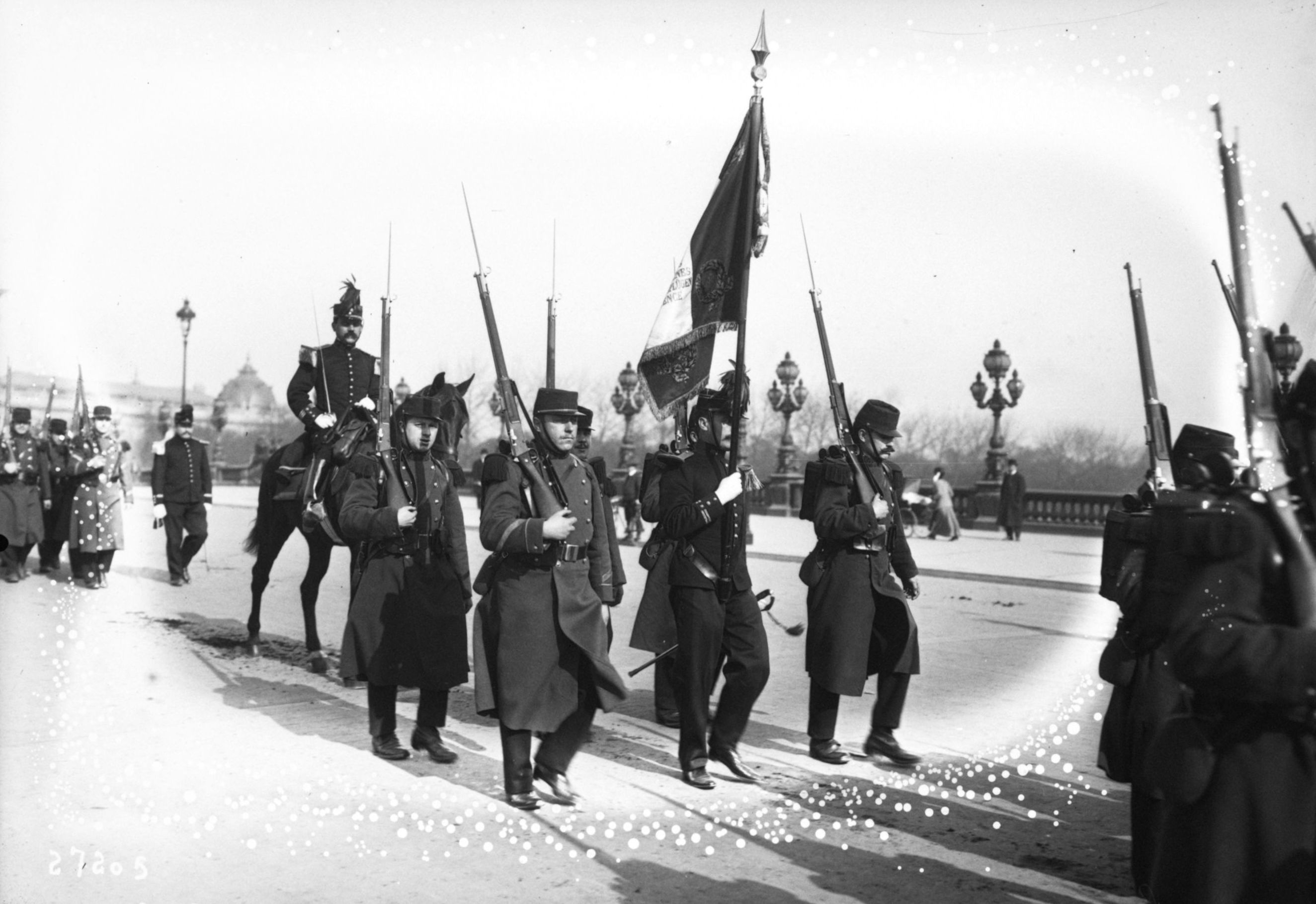
Défilé du drapeau du sur le pont Alexandre III le 25/2/1913.

Il porte, cousues en lettres d'or dans ses plis, les inscriptions suivantes :
- Jemmapes 1792
- Rivière de Gênes 1800
- Passage du Splügen 1800[10]
- Mayence 1814
- L'Ourcq 1914
- Reims 1918
- Arnes 1918

## Décorations
Sa cravate est décorée de la Croix de guerre 1914-1918  avec deux citations à l'ordre de l'armée.
Il a le droit au port de la fourragère aux couleurs du ruban de la croix de guerre 1914-1918.

## Fait d'armes faisant particulièrement honneur au régiment
- Première Guerre mondiale : On relève dans l'historique du 104e régiment d'infanterie de 112 pages, paru en 1920, quelques citations individuelles de faits d'armes "à l'ordre du 104e régiment d'infanterie" qui font particulièrement honneur au régiment, à savoir pour exemples : - Wibratte, chef de bataillon au 104e RI "Officier supérieur remarquable à tous égards. S'est distingué dans les combats autour de Roye et à Champien, où il a été blessé. Revenu au front, a donné à son bataillon une impulsion qui en a fait une unité de guerre de premier ordre. A été tué le 26 février 1915 en conduisant personnellement l'attaque de son bataillon." ; celle de Charles-Émile Bertin, capitaine au 104e RI, etc.

## Personnages célèbres ayant servi au104eRI
- Louis-Marie Auvray, officier au 104e en 1791-1793 ;
- Armand Jean Bergeron, officier au 104e en 1791-1793 ;
- Jacques Mesnage, sous-lieutenant en 1791-1793 ;
- Claude Rostollant, sous-lieutenant au 104e en 1791-1792 ;
- Antoine-Constant de Brancas, sous-lieutenant en 1792 ;
- Gabriel Adrien Marie Poissonnier Desperrières, lieutenant-colonel au 104e en 1792-1793 ;

- Général Hoche, adjudant en 1792 ;
- Alexandre Elisabeth Michel Digeon, sous-lieutenant au 104e en 1793 ;
- Antoine de Villaret, capitaine au 104e en 1890 ;
- Henri Poeymirau, sous-lieutenant sortant de St-Cyr en 1891, futur compagnon de Lyautey et général de division ;
- Henri François Joseph Boudet de Puymaigre, officier au 104e en 1893 ;
- Antoine Baucheron de Boissoudy, capitaine au 104e en 1896 ;
- Philippe Pétain, chef de bataillon au 104e en 1903 ;
- Charles-Émile Bertin, capitaine en 1914-1915 ;
- Gérard Cochet, sous-officier au 104e en 1914-1915 ;
- René Fleury, mobilisé au 104e en 1914;
- Charles Guéret, médecin aide-major au 3e bataillon du 104e en 1914 ;
- Marc Stéphane, soldat au 104e en 1914 ;
- Henry Martin, chef de bataillon au 104e en 1920 ;
- Pierre Paul Bonnefond, chef de bataillon au 104e en 1922.

## Sources et bibliographie
- Général Andolenko : Recueil d'Historiques de l'Infanterie Française (Eurimprim 1969).
- Victor Belhomme, Histoire de l'infanterie en France, t. 5, Henri Charles-Lavauzelle, 1902 (lire en ligne).
- Victor Belhomme, Histoire de l'infanterie en France, t. 4, Lavauzelle, 1901 (lire en ligne).
- Historiques des corps de troupe de l'armée française (1569-1900)
- French Infantry Regiments and the Colonels who Led Them: 1791 to 1815
- Émile Ferdinand Mugnot de Lyden : Nos 144 régiments de ligne
- Bulletin de l'Amicale des anciens combattants des 104e et 304e régiments d'infanterie - 32e et 232e RIT
- Lieutenant Joseph Perreau : Historique du 104e régiment d'infanterie de ligne rédigé d'après les documents du Ministère de la Guerre - Paris et Limoges, Charles-Lavauzelle, 1887, in-12, 155 p.